# ناحیه پاتنام، میشیگان
ناحیه پاتنام (به انگلیسی: Putnam Township) یک منطقهٔ مسکونی در ایالات متحده آمریکا است که در شهرستان لیوینگستون، میشیگان واقع شده‌است.
 ناحیه پاتنام ۹۲٫۲ کیلومتر مربع مساحت و ۸٬۲۴۸ نفر جمعیت دارد و ۲۷۷ متر بالاتر از سطح دریا واقع شده‌است.